# Caenis pusilla
Caenis pusilla is een haft uit de familie Caenidae. De wetenschappelijke naam van de soort is voor het eerst geldig gepubliceerd in 1913 door Navás.
De soort komt voor in het Palearctisch gebied.